# A Morte Saiu à Rua
A Morte Saiu à Rua é um EP de José Afonso, editado a partir do LP Eu Vou Ser Como a Toupeira, lançado em 1972.  A canção de José Afonso é uma homenagem a José Dias Coelho, morto pela PIDE em 19 de dezembro de 1961.

## Faixas
| N.º | Título                  | Compositor(es)              | Duração |  |
| 1.  | "A Morte Saiu à Rua"    | José Afonso                 |         |  |
| 2.  | "Ó Minha Amora Madura"  | José Afonso                 |         |  |
| 3.  | "Sete Fadas me Fadaram" | António Quadros/José Afonso |         |  |
| 4.  | "Ó Ti Alves"            | José Afonso                 |         |  |